# 2023
2023 (MMXXIII) var ett normalår som började en söndag i den gregorianska kalendern.
I Sverige var året ett kungligt jubileumsår. Den 6 juni 2023 var det 500 år sedan Gustav Vasa valdes till Sveriges kung under mötet i Strängnäs 1523, och den 15 september var det 50 år sedan Kung Carl XVI Gustaf tillträdde den svenska tronen 1973.

## Händelser

### Januari
- 1 januari:
  - Sverige tillträder som ordförandeland för Europeiska unionens råd för perioden 1 januari–30 juni 2023.[2]
  - Kroatien inför euron som valuta och ansluter sig till Schengenområdet.[3]
  - Luiz Inácio Lula da Silva tillträder som Brasiliens president.[4]
- 3–7 januari – USA:s 118:e kongress öppnar, men först efter 15 valomgångar lyckas representanthuset välja Kevin McCarthy (R) till ny talman. Det är det högsta antalet valomgångar sedan 1859.[5][6][7]
- 8 januari – Anhängare av Brasiliens expresident Jair Bolsonaro intar nationalkongressen, högsta domstolen samt president- och regeringskansliet Palácio do Planalto, mot bakgrund av Bolsonaros förlust mot Luiz Inácio Lula da Silva i presidentvalet 2022. Polis och militär återtar byggnaderna, och undantagstillstånd utfärdas i huvudstadsområdet.[8]
- 16 januari
  - Nils van der Poel tar storslam vid Svenska Idrottsgalan 2023 och utses till Årets manlige idrottare, prisas för Årets prestation och tilldelas Jerringpriset.[9]
  - Christine Lambrecht avgår som Tysklands försvarsminister, efter kritik rörande hennes hantering av Tysklands stöd till Ukraina efter Rysslands invasion.[10][11] Hon efterträds den 19 januari av Boris Pistorius.[12]
- 19 januari – Peyman Kia döms av Stockholms tingsrätt till livstids fängelse för grovt spioneri och obehörig befattning med hemlig uppgift. Enligt domen ska Kia ha skaffat hemliga dokument medan han var anställd på SÄPO och MUST. Hans bror, Payam Kia, som ska ha deltagit i planeringen och skött kontakterna med Ryssland och GRU, döms till 9 år och 10 månaders fängelse för grovt spioneri. Domen kommer att överklagas.[13][14]
- 25 januari – Tysklands regering beslutar att leverera Leopard 2-stridsvagnar (i Sverige kallad Stridsvagn 122) till Ukraina.[15]
- 26 januari – Egyptiska arkeologer offentliggör fyndet av en grav i Sakkara med Hekashepes mumie i en sarkofag, som inte öppnats på 4 300 år.[16][17]
- 31 januari – Minst 100 personer omkommer och omkring 225 skadas i ett bombdåd mot en moské i staden Peshawar i Pakistan.[18]

### Februari
- 1 februari – Kometen C/2022 E3 och Jorden passerar varandra för första gången på 50 000 år.[19][20]
- 2 februari – Muharrem Demirok utses till ny partiledare för Centerpartiet vid en extrainsatt partistämma i Helsingborg, efter avgående Annie Lööf.[21][22]
- 3 februari – Nya bevis presenteras som pekar mot att Schering Rosenhane döljer sig bakom pseudonymen Skogekär Bergbo.[23]
- 4 februari – Amerikanska jaktflygplan öppnar eld mot en obemannad kinesisk ballong som siktats över USA under föregående dag. Ballongen störtar i Nordatlanten, utanför USA:s östkust.[24] Händelsen är del av en veckolång incident – se Kinesiska ballongincidenten 2023.
- 5 februari – Beyoncé vinner fyra priser vid årets Grammy Awards. Med totalt 32 vinster har hon därmed rekordet för flest Grammypriser genom åren. Hon delar topplaceringen för flest antal nomineringar (88 stycken) med maken Jay-Z.[25][26]
- 6 februari
  - Två jordbävningar, med magnituderna 7,8 respektive 7,5 på momentmagnitudskalan och med epicentrum vid städerna Gaziantep och Kahramanmaraş, drabbar områden i södra Turkiet och norra Syrien.[27]
  - Google släpper AI-textroboten Bard, en huvudkonkurrent till den uppmärksammade ChatGPT.[28]
- 15 februari – Nicola Sturgeon meddelar att hon avgår som Skottlands försteminister och partiledare för Skotska nationalistpartiet efter nio år på posterna. Hon kvarstår dock i uppdragen tills hennes efterträdare utsetts.[29]
- 21 februari – Rysslands president Vladimir Putin meddelar att landet tillfälligt stoppar sitt deltagande i avtalet New START, som slöts med USA 2010 och begränsar antalet strategiska kärnvapen.[30]
- 26 februari – Hovrätten för västra Sverige friar en 50-årig man från barnvåldtäkt, efter otydlighet vad det 10-åriga brottsoffret menat med ordet "snippa".[31] Domslutet väcker stark debatt.[32][33]
- 28 februari – 57 personer omkommer då ett godståg och ett passagerartåg kolliderar nära staden Larissa i Grekland.[34]

### Mars
- 10 mars
  - Den krisdrabbade amerikanska affärsbanken Silicon Valley Bank stängs av amerikanska myndigheter, vilket skapar oro på den globala finansmarknaden. Banken är den största i USA att kollapsa sedan finanskrisen 2007–08.[35]
  - Kinas sittande president Xi Jinping väljs till en tredje mandatperiod av Nationella folkkongressen.[36]
- 11 mars – Låten "Tattoo", framförd av Loreen, vinner Melodifestivalen 2023 med 177 poäng.
- 12 mars – Den amerikanska dramakomedin Everything Everywhere All at Once tilldelas sju priser, inklusive Bästa film, vid Oscarsgalan 2023.
- 17 mars – Internationella brottmålsdomstolen i Haag utfärdar en arresteringsorder mot Rysslands president Vladimir Putin, som anklagas för krigsbrott begångna under Rysslands pågående invasion av Ukraina.[37]
- 19 mars – Den schweiziska storbanken UBS köper den krisdrabbade konkurrenten Credit Suisse för motsvarande omkring 34 miljarder kronor, efter förhandlingar under ledning av Schweiz regering och centralbank. Köpet är ett försök att minska den rådande oron på den globala finansmarknaden.[38]
- 20 mars – FN:s klimatpanel IPCC publicerar sin sjätte utvärderingsrapport, som konstaterar att mänsklig påverkan genom framför allt utsläpp av växthusgaser har värmt upp klimatsystemet med 1,1°C under 2011–2020 jämfört med referensperioden 1850–1900.[39][40]
- 22 mars – Sveriges riksdag godkänner Sveriges anslutning till Nato och beslutar om lagändringar i lagen om operativt militärt stöd samt vad gäller Natos status och representation, med röstsiffrorna 269 för (C, KD, L, M, S, SD) och 37 emot (MP, V).[41]

### April
- 2 april – Riksdagsval hålls i Finland, där borgerliga Samlingspartiet, under ledning av Petteri Orpo, får flest mandat i Finlands riksdag.[42]
- 4 april
  - Finland blir officiellt medlem i Nato.[43]
  - USA:s tidigare president Donald Trump åtalas i New York, misstänkt för 34 fall av bokföringsbrott i syfte att mörklägga utbetalningar gjorda under presidentvalskampanjen 2016.[44]
- 14 april
  - ESA:s rymdsond Jupiter Icy Moons Explorer skjuts iväg från Franska Guyana för att utforska Callisto, Europa och Ganymedes.[45]
  - Sveriges ställföreträdande rikspolischef Mats Löfving begravs i Matteus kyrka i Norrköping.[46]
- 15 april
  - En väpnad konflikt utbryter mellan rivaliserande fraktioner inom Sudans regering och leder till sammandrabbningar över hela landet, huvudsakligen i huvudstaden Khartoum och regionen Darfur.[47]
  - Tyskland stänger sina tre sista kärnkraftverksreaktorer.[48]

### Maj
- 1 maj – Snooker-VM 2023 äger rum i Sheffield, Storbritannien. Segrar gör belgaren Luca Brecel, som därmed erhåller sin första världsmästartitel.
- 6 maj – Kung Charles III av Storbritannien och Camilla av Storbritannien kröns till kung och drottning av ärkebiskopen av Canterbury i Westminster Abbey.[49]
- 13 maj – Finalen i Eurovision Song Contest 2023 äger rum i Liverpool, Storbritannien. Vinnare blir svenska Loreen, med bidraget "Tattoo".[50]
- 14 maj – Allmänna val till nationalförsamlingen samt en första presidentvalsomgång hålls i Turkiet.[51] I en andra omgång av presidentvalet den 28 maj besegrar sittande presidenten Recep Tayyip Erdoğan oppositionspartiet CHP:s ledare Kemal Kılıçdaroğlu.[52]
- 21 maj
  - Parlamentsval genomförs i Grekland. Störst blir konservativa Ny demokrati under den sittande premiärministern Kyriakos Mitsotakis, men då inget parti erhåller enkel majoritet väntas en andra valomgång genomföras i juli.[53]
  - Orienteringstävlingen Tiomila går i Skellefteå, med NTNUI och IFK Göteborg som vinnare.[54]

### Juni
- 2 juni
  - Fler än 280 personer omkommer och fler än 900 skadas i en tågolycka i delstaten Odisha i Indien.[55]
  - Samhällsbyggnadsbolaget i Norden AB meddelar att grundaren Ilija Batljan avgår som vd för bolaget och ersätts av Leiv Synnes den 5 juni.[56]
- 4 juni – Zlatan Ibrahimović meddelar att han avslutar sin karriär som fotbollsspelare.[57]
- 14 juni – Fler än 80 personer omkommer och omkring 500 saknas efter att en fiskebåt med hundratals migranter kapsejsar utanför Greklands kust i Medelhavet.[58]
- 23 juni – Den ryska paramilitära organisationen Wagnergruppen, under ledning av Jevgenij Prigozjin, inleder ett väpnat uppror mot Rysslands militär, med anledning av militärledningens hantering av Rysslands pågående invasion av Ukraina. Wagnergruppens styrkor avancerar mot huvudstaden Moskva och lyckas bland annat inta Rostov-na-Donu, men meddelar efter förhandlingar med Belarus president Aleksandr Lukasjenko den 24 juni att man avbryter upproret ”för att undvika blodspillan”.[59][60]
- 25 juni – En person omkommer och nio skadas i en olycka med berg- och dalbanan Jetline på nöjesparken Gröna Lund i Stockholm.[61][62]

### Juli
- 3 juli – Israelisk militär genomför en omfattande militärräd i Jenin på den ockuperade Västbanken, där minst tio palestinier dödas och ett hundratal skadas.[63]
- 20 juli–20 augusti: Världsmästerskapet för damer spelas i Australien och Nya Zeeland. Spanien vinner turneringen mot England med 1–0 i finalen på Stadium Australia i Sydney. Sverige erövrar bronsmedaljerna efter seger med 2–0 mot Australien i matchen om tredje pris på Lang Park i Brisbane.[64][65]
- 23 juli – Parlamentsval hålls i Spanien, där både högerpartiet Partido Popular och socialdemokratiska PSOE når starka resultat.[66]
- 26 juli – Nigers president Mohamed Bazoum avsätts i en militärkupp.[67]

### Augusti
- 23 augusti
  - Indiens rymdsond Chandrayaan-3 mjuklandar på Månen.[68][69]
  - Tio personer, däribland Wagnergruppens ledare Jevgenij Prigozjin och Dmitrij Utkin, omkommer i en flygkrasch utanför Tver i Ryssland.[70]
- 30 augusti – I Gabon avsätts den sittande presidenten Ali Bongo i en militärkupp, kort efter att ha blivit omvald i ett omstritt val. Kuppen innebär slutet på familjen Bongos 55-åriga styre i landet.[71]

### September
- 1 september – Antti Lindtman efterträder Sanna Marin som partiledare för finländska Socialdemokraterna.[72]
- 8 september – Fler än 2 600 människor omkommer, omkring 2 500 skadas och flera historiska byggnader förstörs då en jordbävning med magnituden 6,8 på Richterskalan inträffar mellan städerna Marrakech och Agadir i Marocko.[73]
- 10 september – Fler än 11 300 människor omkommer och över 10 000 saknas i omfattande översvämningar i nordöstra Libyen, efter att två dammar brister vid staden Darnah i samband med kraftiga skyfall.[74]
- 11 september – Lokalval genomförs i Norge, där högerpartierna Høyre och Fremskrittspartiet går framåt.[75]
- 15 september – Kung Carl XVI Gustaf har sitt 50-årsjubileum som Sveriges regent.
- 19 september – Azerbajdzjan inleder en militär offensiv mot utbrytarrepubliken Nagorno-Karabach, vilket driver stora delar av den armeniska befolkningen på flykt.[76][77]
- 23 september – Ett kraftigt jordskred inträffar i Stenungsund och motorvägen E6 blir förstörd i båda riktningar.[78]
- 26 september – Minst 170 personer omkommer och omkring 290 skadas efter en explosion vid en bränsledepå nära staden Stepanakert i Nagorno-Karabach. Den höga dödssiffran kommer som följd av den pågående massflykten från Nagorno-Karabach, efter att Azerbajdzjan inlett en militäroffensiv den 19 september.[79]
- 29 september – Minst 54 personer omkommer och minst 50 skadas vid en självmordsbombning mot en moské i Mastung i Pakistan.[80]
- 30 september – Parlamentsval hålls i Slovakien, där partiet Riktning – socialdemokrati, under ledning av den tidigare premiärministern Robert Fico, tar hem segern.[81]

### Oktober
- 3 oktober – Minst 21 personer omkommer och 18 skadas då en buss faller ner från en viadukt i orten Mestre nära Venedig i Italien.[82]
- 7 oktober – Hamas och andra militanta palestinska grupper genomför en väpnad attack mot Israel från Gazaremsan, i vilken omkring 1 200 människor dödas och omkring 240 tas som gisslan. Attacken föranleder Israel att förklara krig mot Hamas och genomföra massiva bombkampanjer mot Gazaremsan.[83]
- 15 oktober
  - Lagtings- och kommunalval genomförs på Åland.[84]
  - Parlamentsval genomförs i Polen, där liberala Medborgarkoalitionen under ledning av Donald Tusk besegrar det regerande konservativa partiet Lag och rättvisa. Tusk bildar regering den 13 december.[85]
- 22 oktober – Allmänna val till nationalkongressen och en första presidentvalsomgång genomförs i Argentina. I en andra omgång i presidentvalet den 19 november väljs Javier Milei till landets president, och tillträder den 10 december.[86]
- 25 oktober – Mike Johnson väljs till ny talman i USA:s representanthus efter att befattningen stått vakant i 21 dagar sedan Kevin McCartys avgång.[87]
- 27 oktober – Kriget mellan Hamas och Israel 2023: Israel inleder en markoffensiv på Gazaremsan.[88]

### November
- 7 november – Portugals premiärminister António Costa avgår efter en misstänkt korruptionsskandal.[89]
- 14 november – Henrik Lundqvist blir som åttonde svensk invald i NHL:s Hockey Hall of Fame.[90]
- 22 november – Parlamentsval hålls i Nederländerna, där det högerpopulistiska Frihetspartiet under ledning av Geert Wilders blir överlägset störst.[91]
- 24 november – Kriget mellan Hamas och Israel 2023: Hamas och Israel når en överenskommelse om vapenvila i det pågående kriget, under vilken flera israeler som hållits som gisslan av Hamas utväxlas mot fängslade palestinier i Israel. Vapenvilan varar till den 1 december, då striderna återupptas.[92]

### December
- 11 december – Fem personer omkommer på en byggarbetsplats i stadsdelen Ursvik i Sundbyberg efter att en bygghiss rasat 20 meter.[93]
- 12 december – FN:s klimattoppmöte COP28 äger rum i Dubai, där konsensus nås om en omställning bort från fossila bränslen.[94]
- 14 december – Europeiska rådet beslutar att inleda medlemskapsförhandlingar med Ukraina och Moldavien, och att ge Georgien status som kandidatland.[95]
- 17 december – Parlamentsval hålls i Serbien, där sittande presidenten Aleksandar Vučićs Serbiens progressiva parti erhåller en majoritet av rösterna.[96]
- 20 december – Kriget mellan Hamas och Israel 2023: Dödssiffran på Gazaremsan rapporteras ha passerat 20 000, nära 1 % av hela Gazaremsans befolkning.[97]
- 21 december – 16 personer, inklusive gärningsmannen, omkommer och omkring 30 personer skadas vid en masskjutning på Karlsuniversitetet i Prag.[98]
- 23 december – Hennes Majestät Drottning Silvia fyller 80 år.
- 31 december - Drottning Margrethe II av Danmark meddelar i sitt nyårstal sin abdikation den 14 januari 2024, 52 år efter sitt tillträde.

## Fiktiva händelser
- Datorspelet Crysis 2 utspelar sig detta år.
- Filmen Avengers: Endgame från 2019 utspelar sig detta år.

## Avlidna

### Januari
- 1 januari – Lise Nørgaard, 105, dansk journalist och författare (Matador).
- 4 januari
  - Rosi Mittermaier, 72, tysk (västtysk) alpin skidåkare.[99]
  - Fay Weldon, 91, brittisk författare.
- 6 januari – Gianluca Vialli, 58, italiensk fotbollsspelare och tränare.[100][101]
- 10 januari
  - Jeff Beck, 78, brittisk gitarrist.
  - Konstantin II, 82, kung av Grekland 1964–1973.
- 11 januari – Sverker Martin-Löf, 79, svensk industriman.
- 12 januari
  - Paul Johnson, 94, brittisk journalist, författare och populärhistoriker.
  - Lisa Marie Presley, 54, amerikansk sångare och låtskrivare, dotter till Elvis Presley.
- 15 januari
  - Jane Cederqvist, 77, svensk simmare, historiker och ämbetsman.
  - Vachtang Kikabidze, 84, georgisk sångare, skådespelare och manusförfattare.
  - Doris Svensson, 75, svensk sångare.
- 16 januari – Gina Lollobrigida, 95, italiensk skådespelare.
- 19 januari – David Crosby, 81, amerikansk gitarrist, sångare och låtskrivare (The Byrds, Crosby, Stills, Nash & Young).
- 22 januari – Thomas Hellberg, 81, svensk skådespelare och regissör.
- 23 januari – Álvaro Colom, 71, guatemalansk politiker, president 2008–2012.
- 25 januari – Pernilla Oscarsson, 47, svensk skådespelare
- 30 januari – Bobby Hull, 84, kanadensisk ishockeyspelare.[102]
- 31 januari – Henrik Nordbrandt, 77, dansk poet, romanförfattare, essäist och översättare.

### Februari

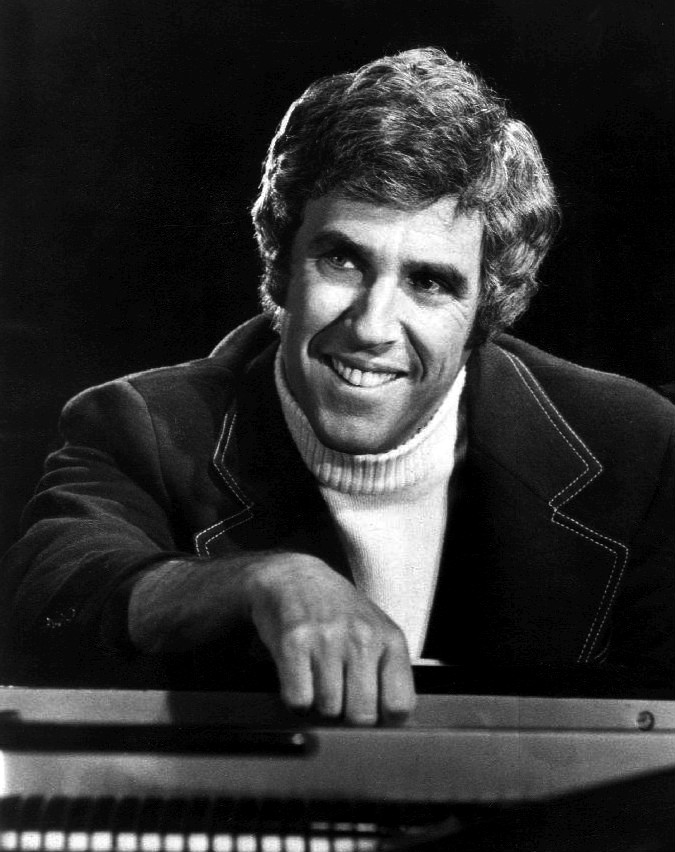
Den amerikanske kompositören Burt Bacharach avled 8 februari, 94 år gammal.

- 3 februari – Paco Rabanne, 88, spansk modeskapare.[103]
- 4 februari – Sherif Ismail, 67, egyptisk politiker, premiärminister 2015–2018.[104]
- 5 februari – Pervez Musharraf, 79, pakistansk politiker och general, regeringschef 1999–2002 och president 2001–2008.[105]
- 6 februari – Lubomír Štrougal, 98, tjeckisk (tjeckoslovakisk) politiker, Tjeckoslovakiens premiärminister 1970–1988.
- 8 februari – Burt Bacharach, 94, amerikansk kompositör.
- 10 februari
  - Hugh Hudson, 86, brittisk filmregissör.
  - Marie-Gabrielle av Luxemburg, 97, luxemburgsk prinsessa.
  - Carlos Saura, 91, spansk filmregissör.
- 11 februari – Hans Modrow, 95, tysk (östtysk) politiker, ordförande i Östtysklands ministerråd (regeringschef) 1989–1990.
- 12 februari – Arne Treholt, 80, norsk journalist, politiker, ämbetsman och spion.
- 15 februari
  - Kerstin Tidelius, 88, svensk skådespelare.
  - Raquel Welch, 82, amerikansk skådespelare.
- 19 februari
  - Klas Burling, 82, svensk radio- och TV-journalist och programledare.
  - Hans Dahlman, 79, svensk författare, manusförfattare och satiriker.
- 22 februari – Mats Löfving, 61, svensk jurist och polistjänsteman.
- 27 februari – Juha Valjakkala, 57, finländsk mördare (Åmselemorden).

### Mars
- 1 mars – Just Fontaine, 89, fransk fotbollsspelare.
- 2 mars – Wayne Shorter, 89, amerikansk jazzsaxofonist och kompositör.
- 3 mars
  - Kenzaburo Oe, 88, japansk författare, Nobelpristagare i litteratur 1994.
  - Tom Sizemore, 61, amerikansk skådespelare.
- 4 mars – Judith Heumann, 75, amerikansk människorättsaktivist och företrädare för funktionsnedsattas rättigheter.
- 5 mars – Matti Klinge, 86, finländsk historiker.
- 9 mars – Folke Edwards, 93, svensk museiman, konstkritiker och författare.
- 12 mars – Dick Fosbury, 76, amerikansk höjdhoppare, guldmedaljör vid Olympiska sommarspelen 1968.
- 13 mars – Barbro Westerholm, 89, svensk läkare, forskare, politiker och ämbetsman, Socialstyrelsens generaldirektör 1979–85, riksdagsledamot (Folkpartiet/Liberalerna) 1988–1998 och 2006–2022.
- 17 mars
  - Jorge Edwards, 91, chilensk författare och diplomat.
  - Dubravka Ugrešić, 73, kroatisk författare och litteraturhistoriker.
- 21 mars – Elin Kjos, 35, svensk simmare och träningsprofil.
- 25 mars
  - Stewe Claeson, 80, svensk författare och översättare.
  - Pascoal Mocumbi, 81, moçambikisk politiker, premiärminister 1994–2004.
- 28 mars
  - Ryuichi Sakamoto, 71, japansk musiker, kompositör och skådespelare.
  - Margareta Strömstedt, 91, svensk författare och journalist.
- 31 mars – Conny Jacobsson, 71, svensk bibliotekarie

### April

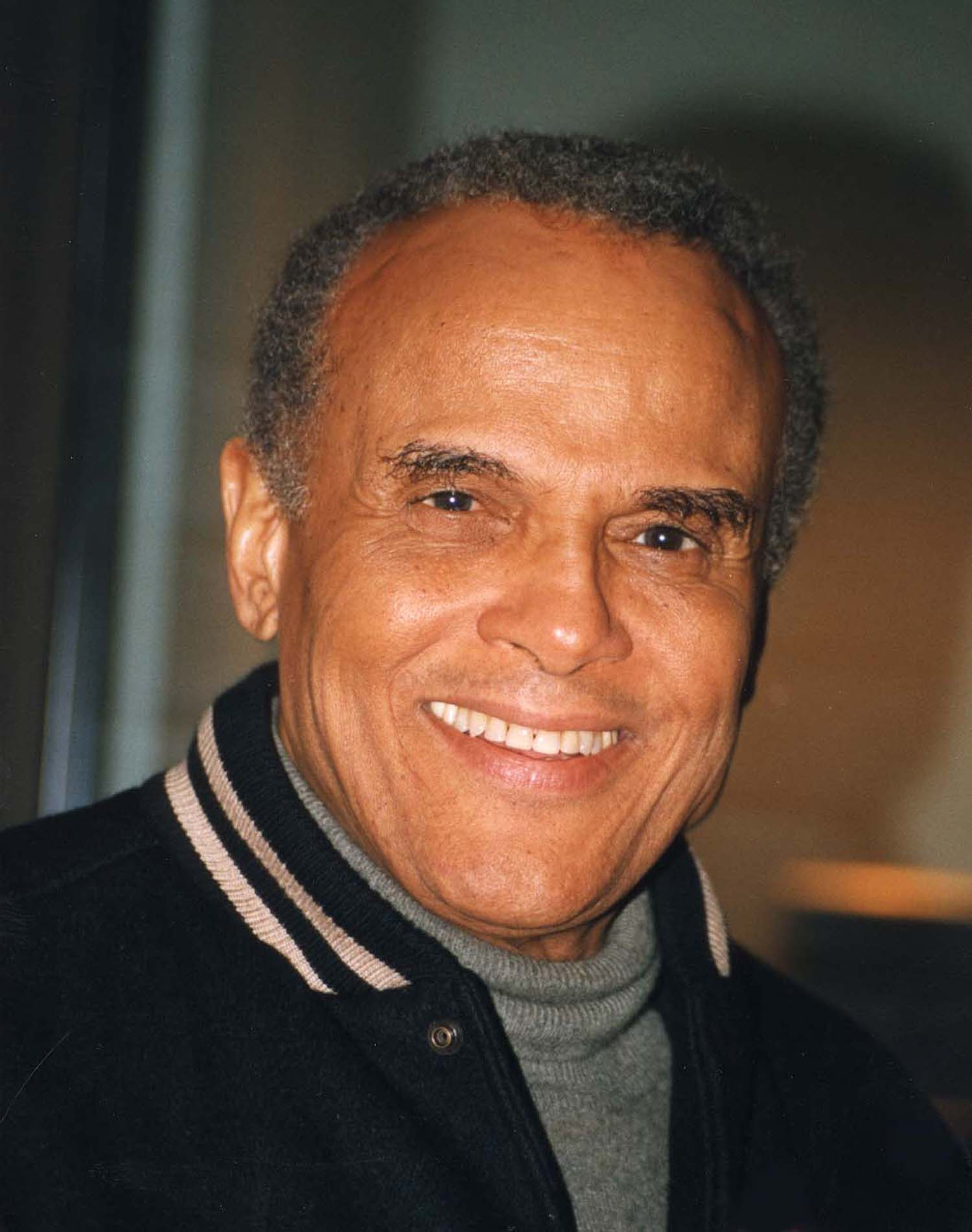
Den amerikanske sångaren, skådespelaren och aktivisten Harry Belafonte avled 25 april, 96 år gammal.

- 3 april – Jack Vreeswijk, 59, svensk vissångare, sångtextförfattare och kompositör.
- 6 april – Ingvar Hirdwall, 88, svensk skådespelare.
- 7 april – Lasse Wellander, 70, svensk musiker och musikproducent.[106]
- 8 april – Rebecka Teper, 50, svensk skådespelare.
- 13 april – Mary Quant, 93, brittisk modeskapare.
- 14 april – Margareta Wallenius-Kleberg, 85, svensk affärskvinna och travprofil
- 19 april – Harriet Nordlund, 68, svensk-samisk skådespelare och dramatiker.
- 22 april – Barry Humphries, 89, australisk komiker och programledare (Dame Edna, etc.).
- 25 april – Harry Belafonte, 96, amerikansk sångare och skådespelare.
- 26 april
  - Martin Lönnebo, 93, svensk kyrkoman och författare, biskop i Linköpings stift 1980–1995.
  - Stina Rautelin, 59, svensk skådespelare och regissör
- 27 april – Jerry Springer, 79, amerikansk programledare och politiker (The Jerry Springer Show).
- 30 april – Ralph Boston, 83, amerikansk längdhoppare, guldmedaljör vid Olympiska sommarspelen 1960.

### Maj
- 1 maj

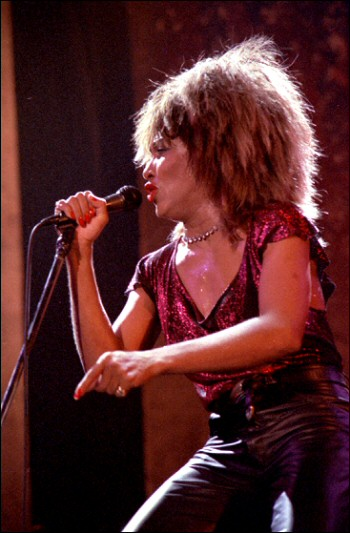
Den amerikanska sångaren och skådespelaren Tina Turner avled 24 maj, 83 år gammal.

  - Lotta Bouvin-Sundberg, 63, svensk journalist och programledare.
  - Gordon Lightfoot, 84, kanadensisk sångare och låtskrivare.
  - Pugh Rogefeldt, 76, svensk sångare och kompositör.
  - Per Åhlin, 91, svensk konstnär och regissör.
- 3 maj – Gustaf Douglas, 85, svensk greve och finansman.
- 5 maj – Philippe Sollers, 86, fransk författare och litteraturkritiker.
- 8 maj – Rita Lee, 75, brasiliansk sångare, musiker och låtskrivare.
- 14 maj
  - Doyle Brunson, 89, amerikansk pokerspelare.
  - Bernt Rosengren, 85, svensk jazzmusiker, kompositör och arrangör.
- 16 maj – Inger Sandberg, 92, svensk författare och tecknare.
- 17 maj – Jan Olsson, 79, svensk fotbollsspelare.
- 18 maj – Helmut Berger, 78, österrikisk skådespelare.
- 19 maj
  - Martin Amis, 73, brittisk författare och litteraturkritiker.
  - Andy Rourke, 59, brittisk musiker (The Smiths).
- 20 maj – Lars Ramqvist, 84, svensk kemist och företagsledare.
- 24 maj – Tina Turner, 83, amerikansk-schweizisk sångare, låtskrivare och skådespelare.[107]
- 25 maj – Stefan Nilsson, 67, svensk kompositör och pianist.
- 31 maj – Olof Ruin, 95, svensk statsvetare.

### Juni

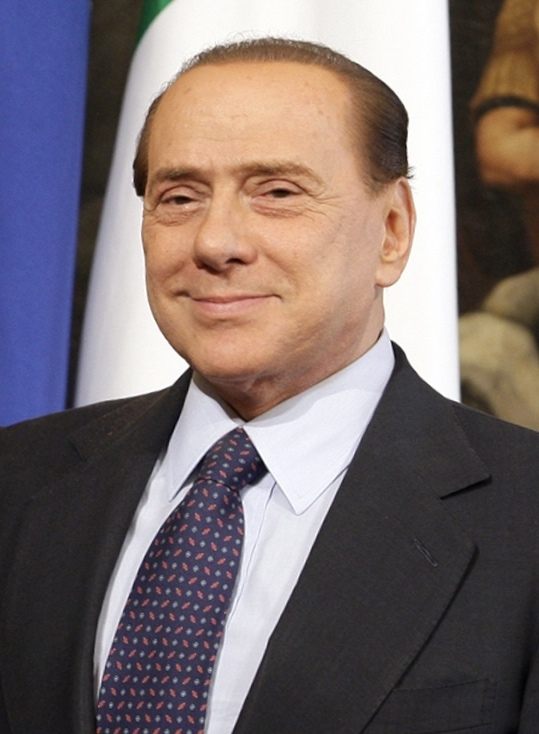
Den italienske affärsmannen och politikern Silvio Berlusconi avled 12 juni, 86 år gammal.

- 1 juni – Cynthia Weil, 82, amerikansk låtskrivare.
- 2 juni – Kaija Saariaho, 70, finländsk kompositör.
- 5 juni – Astrud Gilberto, 83, brasiliansk jazz-, samba- och bossa nova-sångare.
- 6 juni – Ardy Strüwer, 84, indonesisk-nederländsk-svensk konstnär, komiker och manusförfattare.
- 7 juni – Stefan Ljungqvist, 74, svensk skådespelare, sångare och revyartist.
- 10 juni – Theodore Kaczynski (”Unabombaren”), 81, amerikansk universitetslektor i matematik, primitivistisk politisk teoretiker, och dömd terrorist.
- 12 juni – Silvio Berlusconi, 86, italiensk affärsman, mediamagnat och politiker, premiärminister 1994–1995, 2001–2006 och 2008–2011.
- 13 juni – Cormac McCarthy, 89, amerikansk författare.
- 14 juni – Syster Marianne, 97, svensk nunna och konstnär
- 15 juni – Glenda Jackson, 87, brittisk skådespelare och politiker, parlamentsledamot 1992–2015.
- 16 juni – Daniel Ellsberg, 92, amerikansk krigsanalytiker och visselblåsare som avslöjade The Pentagon Papers.
- 18 juni
  - Stockton Rush, 61, amerikansk ingenjör, pilot och affärsman.
  - Paul-Henri Nargeolet, 77, fransk djuphavsutforskare
  - Hamish Harding, 58, brittisk affärsman, pilot och äventyrare

- 22 juni – Peter Brötzmann, 82, tysk jazzsaxofonist och -klarinettist.
- 25 juni – John Bannister Goodenough, 100, amerikansk fysiker och materialvetare, mottagare av Nobelpriset i kemi 2019.
- 29 juni – Alan Arkin, 89, amerikansk skådespelare, filmregissör och manusförfattare.

### Juli

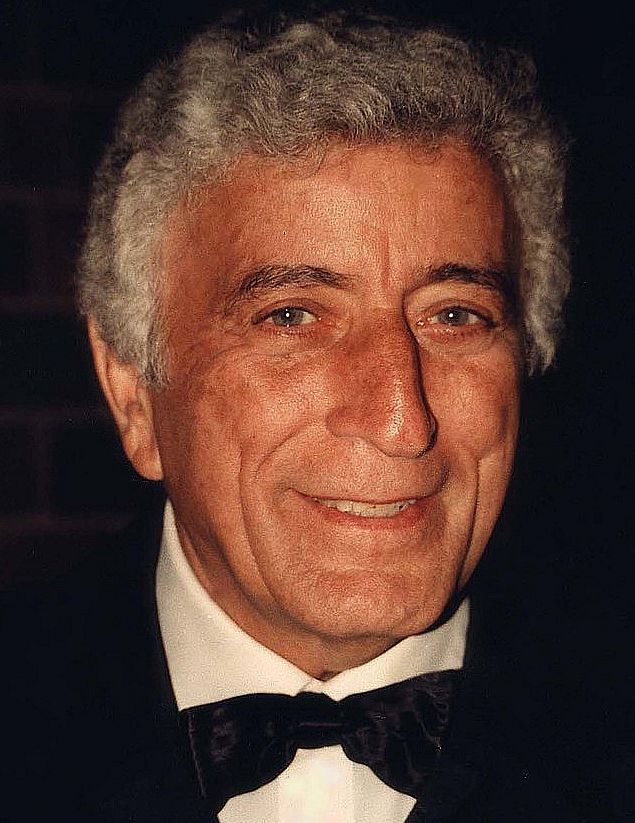
Den amerikanske sångaren Tony Bennett avled 21 juli, 96 år gammal.

- 5 juli – Ralph Lundsten, 86, svensk kompositör och regissör.
- 10 juli – Per Odensten, 84, svensk författare.
- 11 juli – Milan Kundera, 94, tjeckisk-fransk författare.
- 12 juli – Leif Zetterling, 82, svensk målare, tecknare och grafiker.
- 16 juli
  - Jane Birkin, 76, brittisk-fransk skådespelare och sångare.
  - Kevin Mitnick, 59, amerikansk hackare och säkerhetskonsult.
- 21 juli – Tony Bennett, 96, amerikansk sångare.
- 26 juli – Sinéad O'Connor, 56, irländsk sångare och musiker.
- 28 juli – Martin Walser, 96, tysk författare.
- 31 juli – Inga Landgré, 95, svensk skådespelare.

### Augusti
- 1 augusti – Henri Konan Bédié, 89, ivoriansk politiker, president 1993–1999.
- 4 augusti – Boniface Alexandre, 87, haitisk politiker, president 2004–2006.
- 5 augusti – Hélène Carrère d'Encausse, 94, fransk historiker och politiker, europaparlamentariker 1994–1999 och Franska akademiens ständiga sekreterare 1999–2023.
- 7 augusti – William Friedkin, 87, amerikansk filmregissör (French Connection – Lagens våldsamma män, Exorcisten).
- 8 augusti – Sixto Rodriguez, 81, amerikansk musiker, sångare och låtskrivare (Searching for Sugar Man).
- 9 augusti – Robbie Robertson, 80, kanadensisk gitarrist, sångare och låtskrivare (The Band).
- 12 augusti – Berit Lindholm, 88, svensk operasångare (dramatisk sopran).
- 15 augusti – Arnold Östman, 83, svensk dirigent och konstnärlig ledare.
- 16 augusti – Michael Parkinson, 88, brittisk programledare, journalist och författare.
- 22 augusti – Toto Cutugno, 80, italiensk sångare, låtskrivare och musiker.
- 23 augusti – Jevgenij Prigozjin, 62, rysk krögare, affärsman och oligark, ledare för Wagnergruppen.
- 24 augusti – Bray Wyatt, 36, amerikansk fribrottare i WWE.
- 26 augusti
  - Bob Barker, 99, amerikansk programledare.
  - Bosse Broberg, 85, svensk jazztrumpetare och -kompositör.
  - Gleb Panfilov, 89, rysk filmregissör.
- 30 augusti – Mohamed Al-Fayed, 94, egyptisk affärsman och miljardär.

### September

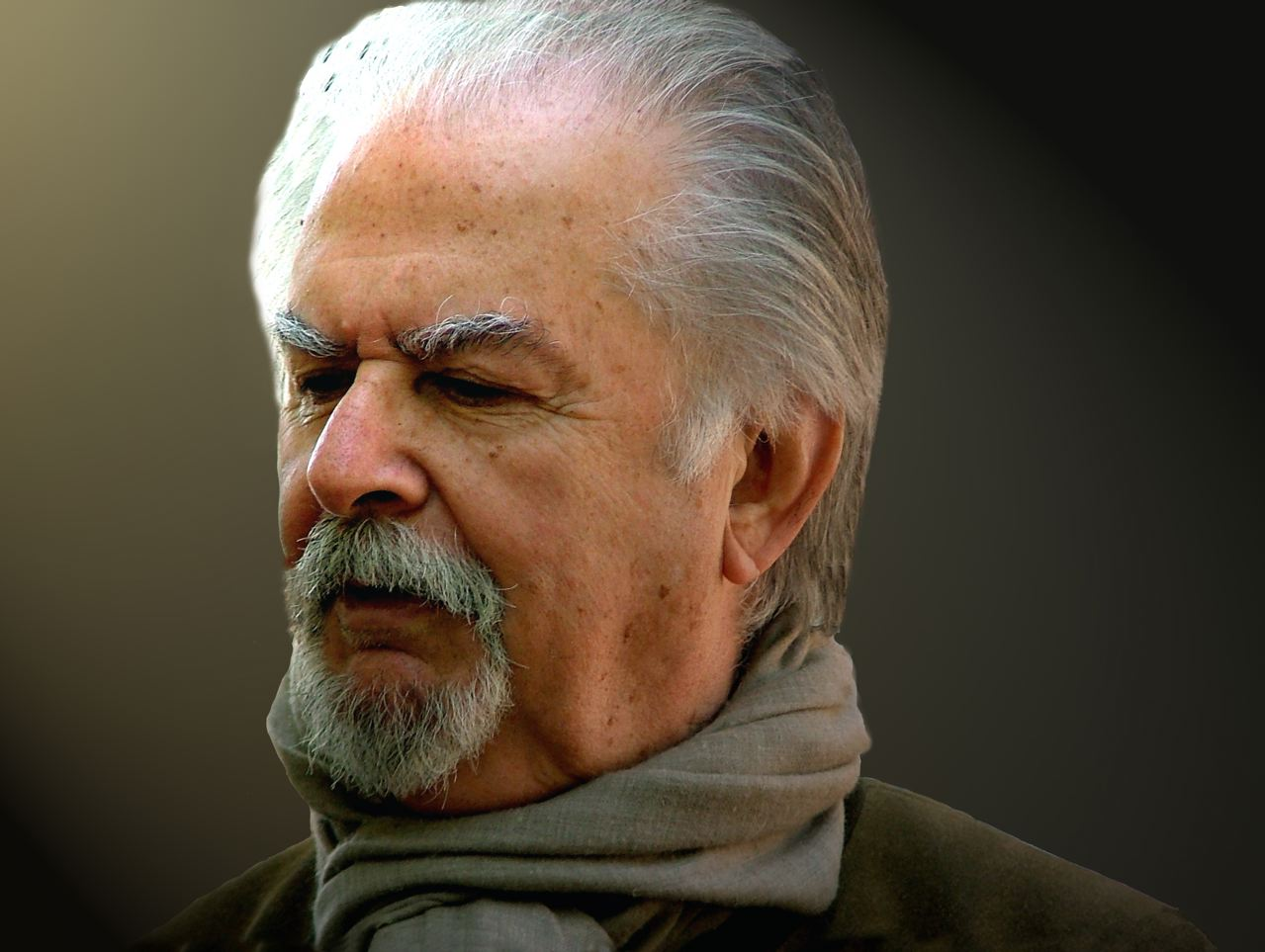
Den colombianske konstnären Fernando Botero avled 15 september, 91 år gammal.

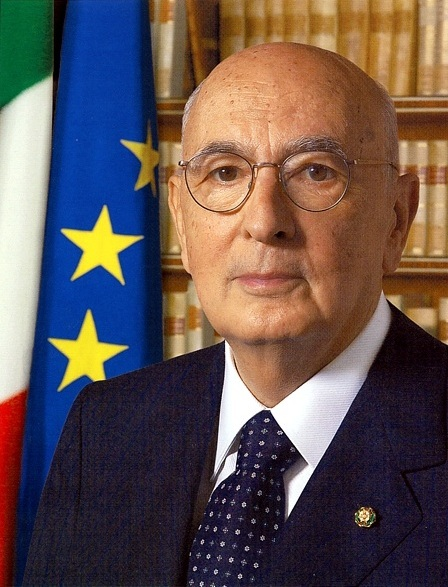
Den italienske politikern och tidigare presidenten Giorgio Napolitano avled 22 september, 98 år gammal.

- 1 september – Jimmy Buffett, 76, amerikansk musiker, låtskrivare, skådespelare och affärsman.
- 4 september
  - Guðbergur Bergsson, 90, isländsk författare.
  - Steve Harwell, 56, amerikansk musiker (Smash Mouth).
- 5 september – Erling Johansson, 89, svensk målare, filmare och skulptör.
- 13 september
  - Solveig Malmkvist Bennerström, 90, svensk judoutövare.
  - Mircea Snegur, 83, moldavisk politiker, president 1990–1997.
  - Roger Whittaker, 87, brittisk sångare, gitarrist och låtskrivare.
- 15 september – Fernando Botero, 91, colombiansk målare och skulptör.
- 16 september – Abd al-Ati al-Ubayyidi, 83, libysk politiker och diplomat, premiärminister 1977–1979, utrikesminister 1982–1984 och 2011.
- 19 september – Per Gahrton, 80, svensk politiker, Miljöpartiet de grönas språkrör 1984–1985.
- 22 september
  - Geir Lundestad, 78, norsk historiker, sekreterare för norska Nobelkommittén 1990–2014.
  - Giorgio Napolitano, 98, italiensk politiker, president 2006–2015.
- 27 september – Michael Gambon, 82, irländsk-brittisk skådespelare.
- 28 september
  - Aulis Aarnio, 87, finländsk jurist, författare och filosof.
  - Stephen Ackles, 57, norsk sångare, pianist och låtskrivare.

### Oktober

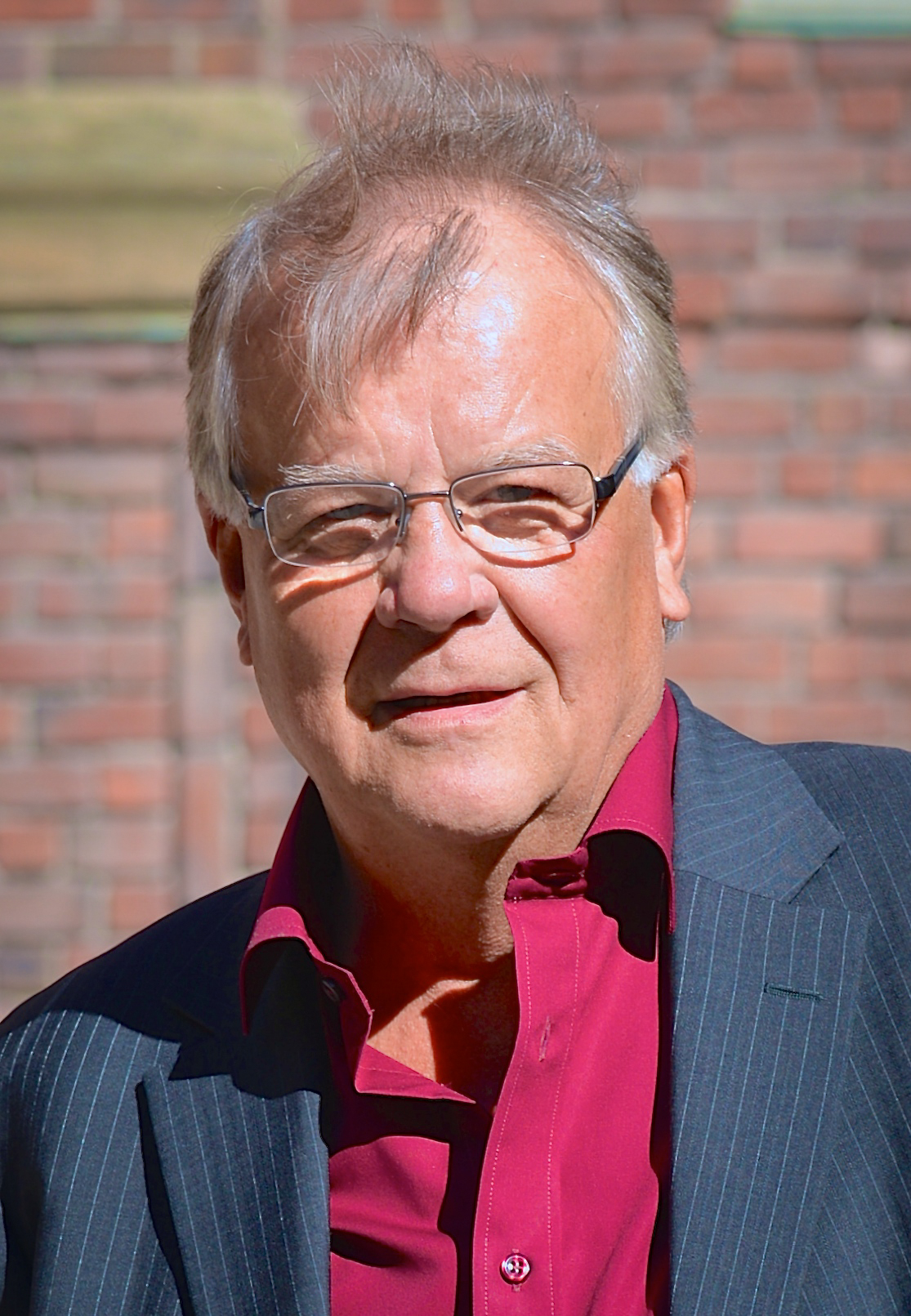
Den svenske sångaren, låtskrivaren och programledaren Lasse Berghagen avled 19 oktober, 78 år gammal.

- 1 oktober – Lars "Laban" Arnesson, 87, svensk idrottare och fotbollstränare.
- 7 oktober – Marouf al-Bakhit, 76, jordansk politiker, premiärminister 2005–2007 och 2011.
- 8 oktober
  - Agneta Andersson, 62, svensk kanotist och OS-guldmedaljör.
  - László Sólyom, 81, ungersk jurist och politiker, president 2005–2010.
- 10 oktober – Olle Wästberg, 78, svensk politiker, publicist och diplomat.
- 12 oktober
  - Per Egil Hegge, 83, norsk journalist, utrikeskorrespondent och författare.
  - Peter Antoine, 79, tysk-svensk fotbollstränare och fotbollskommentator.
- 13 oktober – Louise Glück, 80, amerikansk poet och essäist, nobelpristagare i litteratur 2020.
- 14 oktober – Piper Laurie, 91, amerikansk skådespelare.
- 16 oktober – Martti Ahtisaari, 86, finländsk politiker och diplomat, president 1994–2000, mottagare av Nobels fredspris 2008.
- 17 oktober – Carla Bley, 87, amerikansk jazzkompositör, pianist och orkesterledare.
- 19 oktober – Lasse Berghagen, 78, svensk sångare, låtskrivare och programledare.
- 21 oktober – Bobby Charlton, 86, brittisk (engelsk) fotbollsspelare.
- 24 oktober – Richard Roundtree, 81, amerikansk skådespelare.
- 25 oktober – Hans Mosesson, 79, svensk skådespelare, teaterregissör och musiker.
- 27 oktober – Li Keqiang, 68, kinesisk politiker, premiärminister 2013–2023.
- 28 oktober – Matthew Perry, 54, amerikansk skådespelare.

### November

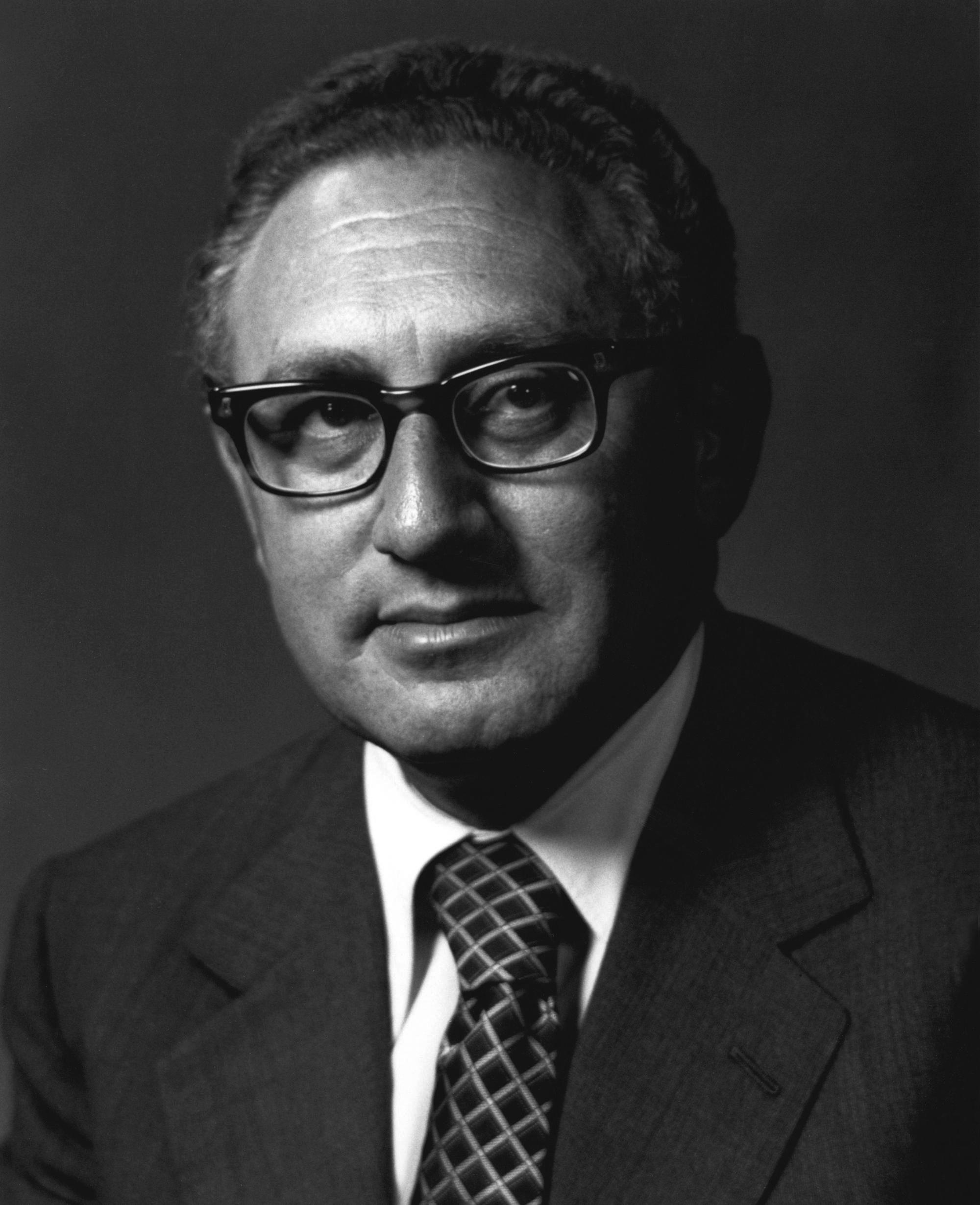
Den amerikanske politikern, diplomaten och fredspristagaren Henry Kissinger, avled 29 november, 100 år gammal.

- 6 november – Antoni Martí, 60, andorransk arkitekt och politiker, premiärminister 2011–2019.
- 9 november
  - Juha Leiviskä, 87, finländsk arkitekt.
  - Hans-Gabriel Trolle-Wachtmeister, 100, svensk greve och godsägare.
- 15 november – Hans Herbjørnsrud, 85, norsk författare.
- 16 november – A.S. Byatt, 87, brittisk författare.
- 18 november – Fredrik Ohlsson, 92, svensk skådespelare.
- 19 november – Rosalynn Carter, 96, USA:s första dam 1977–1981.
- 22 november – Emmanuel Le Roy Ladurie, 94, fransk historiker.
- 28 november – Charlie Munger, 99, amerikansk företagsledare, investerare och filantrop.
- 29 november
  - Elliott Erwitt, 95, amerikansk reklam- och dokumentärfotograf.
  - Henry Kissinger, 100, amerikansk diplomat, statsvetare och politiker, nationell säkerhetsrådgivare till USA:s president 1969–1975, USA:s utrikesminister 1973–1977, mottagare av Nobels fredspris 1973.
- 30 november
  - Shane MacGowan, 65, irländsk-brittisk musiker, sångare och låtskrivare (The Pogues).
  - Vassilis Vassilikos, 89, grekisk författare och diplomat.

### December

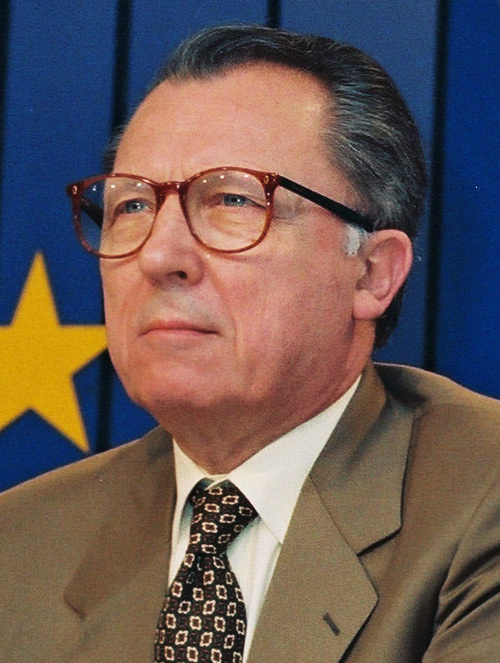
Den franske politikern Jacques Delors, Europeiska kommissionens ordförande 1985–1995, avled 27 december, 98 år gammal.

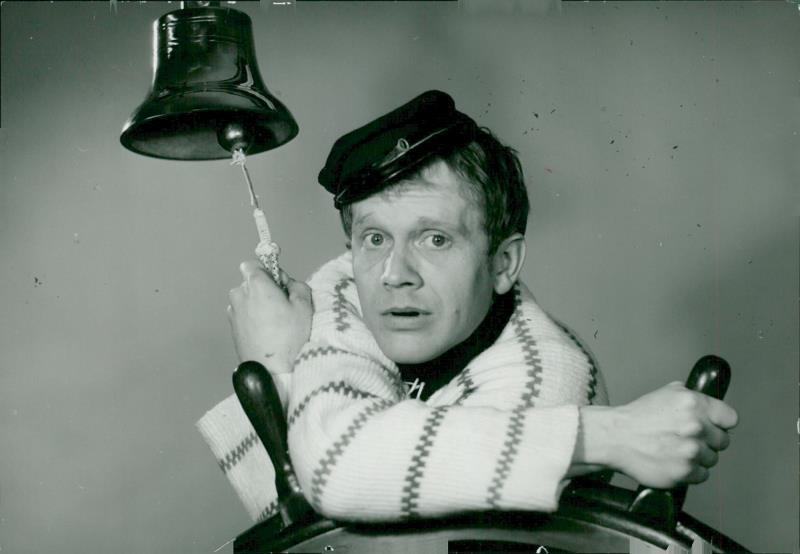
Den svenske skådespelaren och sångaren Per Myrberg avled 28 december, 90 år gammal.

- 1 december – Sandra Day O'Connor, 93, amerikansk jurist, domare i USA:s högsta domstol 1981–2006 och domstolens första kvinnliga ledamot.
- 5 december
  - Constantin av Liechtenstein, 51, prins av Liechtenstein.
  - Denny Laine, 79, brittisk multiinstrumentalist, sångare och kompositör (The Moody Blues, Wings).
- 8 december – Ryan O'Neal, 82, amerikansk skådespelare.
- 9 december – Maija Lavonen, 92, finländsk textilkonstnär.
- 10 december
  - Gao Yaojie, 95, kinesisk gynekolog och aids-aktivist.
  - Melker Schörling, 75, svensk affärsman.
- 12 december
  - Hans ”Vild-Hasse” Bengtsson, 85, svensk marknadsknalle.
  - Ole Paus, 76, norsk sångare och låtskrivare.
- 16 december
  - Nawaf al-Ahmad al-Jabir al-Sabah, 86, Kuwaits emir sedan 2020.
  - Antonio Negri, 90, italiensk filosof och politiker.
  - Tim Norell, 68, svensk låtskrivare.
- 18 december – Bosse Larsson, 79, svensk fotbollsspelare.
- 22 december – Laura Lynch, 67, amerikansk basist och sångare (Dixie Chicks).
- 26 december – Wolfgang Schäuble, 81, tysk politiker, inrikesminister 2005–2009, finansminister 2009–2017, förbundsdagspresident 2017–2021.
- 27 december – Jacques Delors, 98, fransk politiker och ekonom, finansminister 1981–1984, Europeiska kommissionens ordförande 1985–1995.
- 28 december – Per Myrberg, 90, svensk skådespelare och sångare.
- 30 december
  - John Pilger, 84, australisk journalist och dokumentärfilmare.
  - Tom Wilkinson, 75, brittisk skådespelare.